# Liosomadoras oncinus
Liosomadoras oncinus és una espècie de peix de la família dels auqueniptèrids i de l'ordre dels siluriformes.

## Morfologia
- Els mascles poden assolir 17 cm de longitud total.[1][2]

## Hàbitat
És un peix d'aigua dolça i de clima tropical (20 °C-24 °C).

## Distribució geogràfica
Es troba a Sud-amèrica: conca del riu Branco.